# Ōtsuki Fumihiko
Ōtsuki Fumihiko (大槻 文彦, 15 octobre 1847-17 février 1928) est un lexicographe, linguiste et historien japonais. Il est surtout connu pour deux dictionnaires en japonais qu'il a édités, Genkai (言海, littéralement « mer de mots, » 1891) et sa suite Daigenkai (大言海, littéralement « grande mer de mots, » 1932-1937), et pour ses études de la grammaire japonaise.

## Biographie
Fumihiko Ōtsuki est né à Kobiki-chō (木挽町), un quartier d'Edo (actuel Ginza à Tokyo). Il est le troisième fils d'un érudit confucéen et expert en artillerie Ōtsuki Bankei (大槻磐渓) et le petit-fils du confucéen et érudit occidental Ōtsuki Gentaku (大槻玄沢). Suivant la tradition familiale, il s'est lancé dans des études occidentales d'anglais et de mathématiques à l'école Kaiseijo (une des prédécesseurs de l'université de Tokyo).
Dans sa jeunesse, Ōtsuki a servi de conseiller au domaine de Sendai et a combattu à la bataille de Toba-Fushimi durant la guerre de Boshin de la restauration de Meiji du côté perdant du Bakufu. Il a plus tard participé à la création de l'Ōuetsu Reppan Dōmei. Après la restauration de Meiji, il a travaillé comme traducteur tout en apprenant l'anglais des Américains dans le port de Yokohama. En 1872, il s'est associé dans l'édition d'un dictionnaire anglais-japonais pour le ministère de l'Éducation et il a plus tard travaillé sur des manuels et enseigné dans les écoles de la préfecture de Miyagi.
Bien qu'Ōtsuki ait lui-même payé les dépenses de la publication de Genkai, l'ouvrage a rapidement été réédité et augmenté jusqu'à mille impressions. Modelé en partie sur les dictionnaires monolingues occidentaux, Genkai a non seulement fourni des informations de base sur la traductions des mots en kana et en kanji et leurs définitions en japonais mais également leurs prononciations, leurs étymologies et des citations de leur utilisation. Sa suite, le Daigenkai en quatre volumes, bien que publiée sous le nom d'Ōtsuki et basée en partie sur son travail, est sortie quelques années après sa mort et a été achevée par d'autres lexicographes.

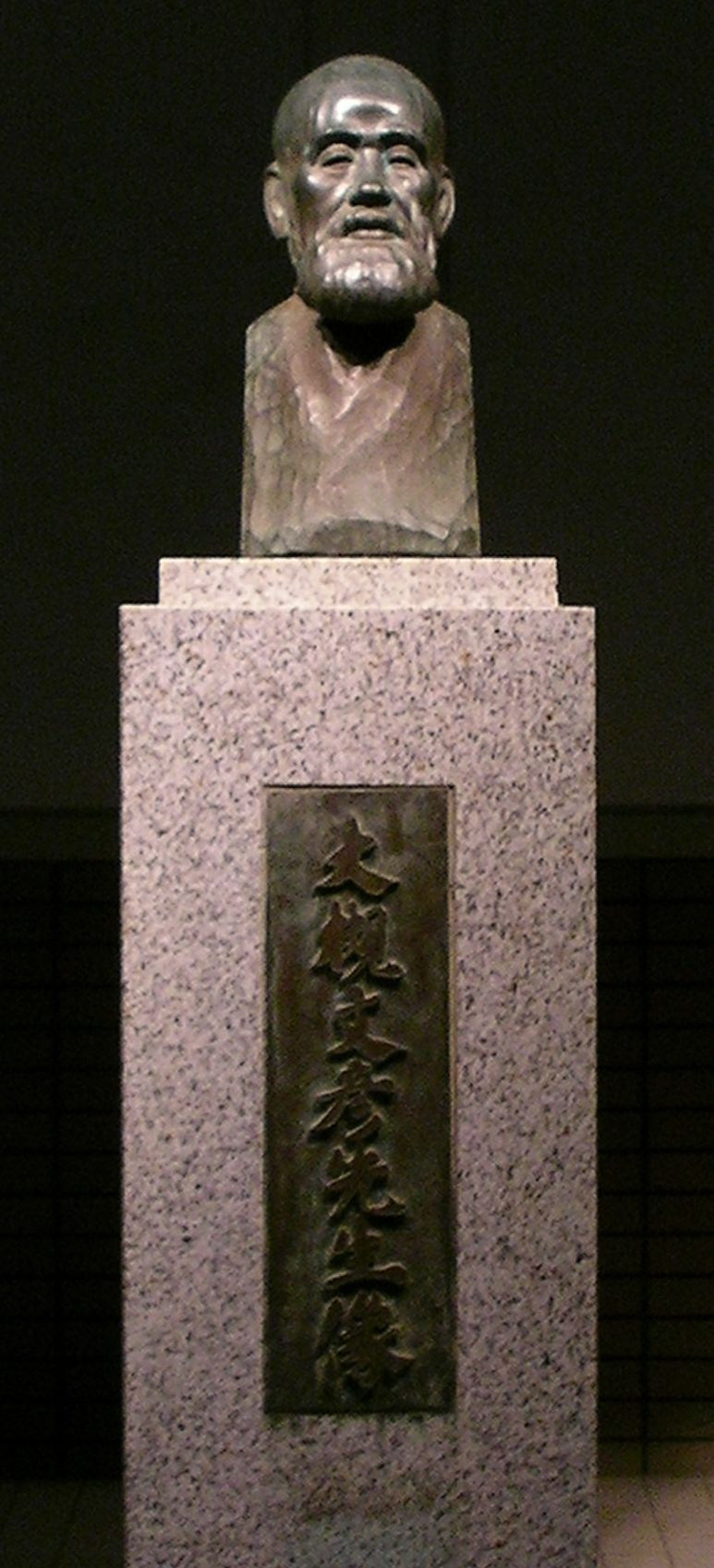
Buste de Fumihiko Ōtsuki à l'école élémentaire Sendai Dai-Ichi, préfecture de Miyagi.

Les travaux grammaticaux d'Ōtsuki, particulièrement dans Une grammaire japonaise complète (広日本文典, Kō nihon bunten) et La Grammaire du japonais parlé (口語法, Kōgohō), ont fortement influencé l'enseignement de la grammaire japonaise pour les générations suivantes.

## Source de la traduction
- (en) Cet article est partiellement ou en totalité issu de l’article de Wikipédia en anglais intitulé « Ōtsuki Fumihiko » (voir la liste des auteurs).